# Thomas Linnertz
Thomas Linnertz ist ein deutscher Jurist und Verwaltungsbeamter und seit 2016 Präsident der Aufsichts- und Dienstleistungsdirektion (ADD) des Landes Rheinland-Pfalz in Trier.

## Leben
Thomas Linnertz wuchs in Hallschlag im Landkreis Vulkaneifel auf, machte in Prüm Abitur und studierte von 1996 bis 2001 Rechtswissenschaft an der Rheinischen Friedrich-Wilhelms-Universität in Bonn und erwarb nach dem ersten Staatsexamen von 2002 bis 2003 den Master of Laws an der Leibnitz Universität Hannover und der University of Strathclyde im schottischen Glasgow. Daran schlossen sich das Referendariat im Bezirk des Oberlandesgerichtes Koblenz und das zweite Staatsexamen 2005 an. Danach wurde er Beamter des Landes Rheinland-Pfalz und zunächst für ein Jahr Referent im Referat für Rettungsdienst und Bevölkerungsschutz im Ministerium des Innern und für Sport des Landes Rheinland-Pfalz in Mainz, bevor er dort von 2006 bis 2008 Referent im Grundsatzreferat wurde.
Von 2008 bis 2015 war er anschließend Referatsleiter für Parlaments- und Kabinettsangelegenheiten im von 2011 bis 2015 als Ministerium des Innern, für Sport und Infrastruktur bezeichneten Ministeriums und in der ersten Jahreshälfte 2015 Leiter des Ministerbüros des rheinland-pfälzischen Innenministers, Roger Lewentz. Am 15. Juli 2015 wurde er Ministerialdirektor und am 18. Mai 2016 schließlich Präsident der Aufsichts- und Dienstleistungsdirektion in Trier, einer dem Landesinnenministerium nachgeordneten Landesbehörde, die funktionale Aufgaben zwischen der Verwaltungsebenen der Landkreise und der Landesverwaltung selbst wahrnimmt.
Nach dem Hochwasser an der Ahr im Juli 2021 übernahm die ADD am 17. Juli 2021 die Leitung des Krisenstabes zu Führung der im Katastrophengebiet eingesetzten Rettungskräfte.
Nachdem Linnertz im Zusammenhang mit dieser Aufgabe der ADD mehrfach als Zeuge vor dem Untersuchungsausschuss 18/1 „zur Flutkatastrophe in Rheinland-Pfalz, deren Folgen und zur rechtlichen und politischen Verantwortung der Landesregierung, ihrer nachgeordneten Behörden sowie aller sonstigen öffentlichen Stellen hierfür“ des Landes Rheinland-Pfalz ausgesagt hatte, erstattete Dirk Herber, Obmann der CDU-Landtagsfraktion, am 9. Mai 2023 Strafanzeige wegen falscher uneidlicher Aussage (§ 153 StGB) vor dem Ausschuss. Linnertz hatte gegenüber dem Ausschuss von „ausschließlich dienstlichen“ Gründen gesprochen, den Urlaub seiner Vizepräsidentin Begoña Hermann in den USA trotz der Katastrophe zu genehmigen; direkt nach der Sitzung und seiner Aussage machte Linnertz gegenüber dem SWR „gewichtige private“ Gründe geltend. Mit Pressemitteilung vom 23. August 2023 teilte die leitende Oberstaatsanwältin Keller mit, dass die Aufnahme von Ermittlungen mangels Anfangsverdachtes abgelehnt wurden.